# Какмож-Итчи
Какмож-Итчи — деревня в Вавожском районе Удмуртии. Входит в состав Какможского сельского поселения.

## География
Деревня расположена на западе республики на расстоянии примерно в 13 километрах по прямой к северо-западу от районного центра Вавожа.
Часовой пояс
Деревня Какмож-Итчи как и вся Удмуртия, находится в часовой зоне МСК+1. Смещение применяемого времени относительно UTC составляет +4:00.

## Население
| 2010 | 2012 |
| ---- | ---- |
| 55   | ↘45  |

Национальный состав
Согласно результатам переписи 2002 года, в национальной структуре населения русские составляли 45 %, а удмурты 55 % из 67 чел..